# Relations entre les Philippines et la Roumanie
Les relations entre les Philippines et la Roumanie sont des relations étrangères entre les Philippines et la Roumanie.
Les Philippines avaient une ambassade à Bucarest, qui a été fermée en 2012. D'autre part, la Roumanie a une ambassade à Manille, qui est dirigée par un Chargé d'Affaires.

## Histoire

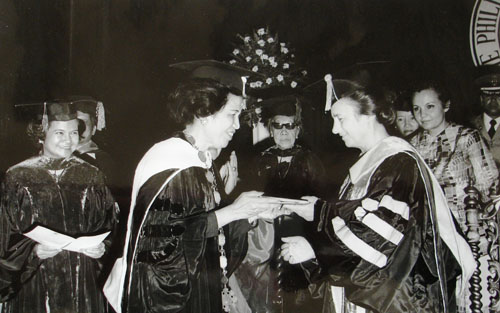
Elena Ceaușescu a reçu une citation de l'Université des femmes des Philippines

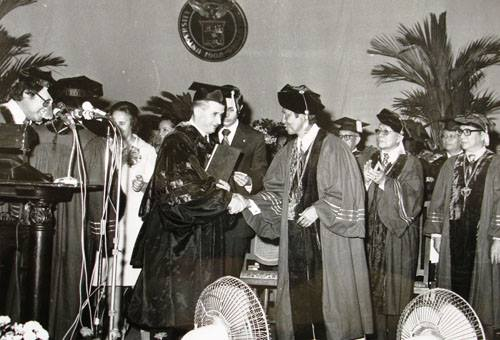
Necolae Ceaușescu a reçu une citation de "Doctorat en droit", honoris causa, par l'Université des Philippines

Les relations philippines-roumaines ont commencé lorsque Nicolae Ceaușescu s'est rendu à Manille en tant que premier dirigeant socialiste à entrer aux Philippines le 12 avril 1975, suivi de la création d'un comité pour la commission scientifique et technologique conjointe entre les Philippines et la Roumanie dirigée par le Dr Melecio S. Magno puis ambassadeur en Roumanie Leticia Ramos-Shahani. Pendant ce temps, les Philippines ont ouvert des relations avec les pays socialistes dans le cadre de la coexistence mutuelle qui prévalait sous le régime de loi martiale de Ferdinand Marcos, brisant l'atmosphère anticommuniste qui prévalait avant l'administration.
C'était également à partir de la visite de Ceaușescu au cours de laquelle le premier couple a reçu des citations de l'Université des Philippines et de l'Université des femmes des Philippines. Ceaușescu a reçu un diplôme honorifique de "docteur en droit" par le conseil des régents, tandis que sa femme, Elena, en tant que "docteure en sciences, honoris causa".
En 1994, le Philippine-Romania Business Council, Inc. (PRBC) a été organisé comme une émanation de la première mission commerciale philippine en Roumanie par l'ancien sous-secrétaire Tomas Alcantara du ministère du Commerce et de l'Industrie (DTI). En 2002, la Roumanie et les Philippines se sont soutenues mutuellement pour un siège non permanent au Conseil de sécurité des Nations unies. En 2003, les Philippines et la Roumanie sont convenues d'explorer des domaines de coopération en matière de complémentarité commerciale[réf. souhaitée].

## Visites officielles
En janvier 1994, le président de la Chambre des députés de Roumanie s'est rendu aux Philippines. En juin 1996, le Président pro tempore du Sénat philippin s'est rendu en Roumanie. En septembre 1997, le Ministre des affaires étrangères des Philippines s'est rendu en Roumanie, lors de la Conférence sur les démocraties nouvelles et rétablies. En février 2002, le président roumain Ion Iliescu s'est rendu en visite d'État aux Philippines. En juillet 2002, des festivités destinées à célébrer trois décennies de relations diplomatiques entre les deux pays ont eu lieu dans les capitales des deux pays.

## Accords bilatéraux
1. Accord commercial (1992)
2. Accord sur la promotion et la protection des investissements
3. Mémorandum de coopération dans le tourisme (1997)
4. Accord de coopération technique et scientifique[3]